# Pontos extremos dos Açores

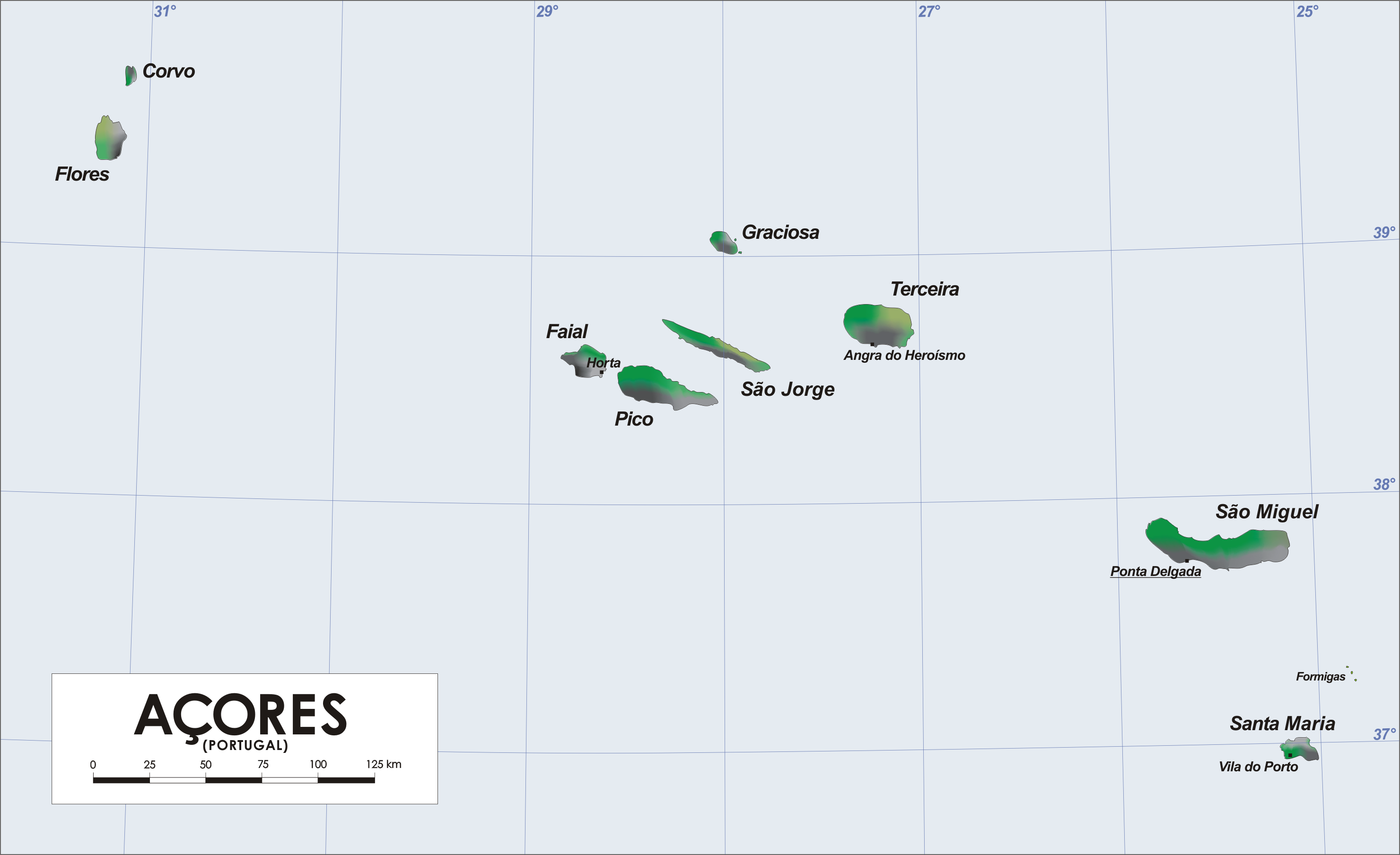
Mapa do Arquipélago dos Açores

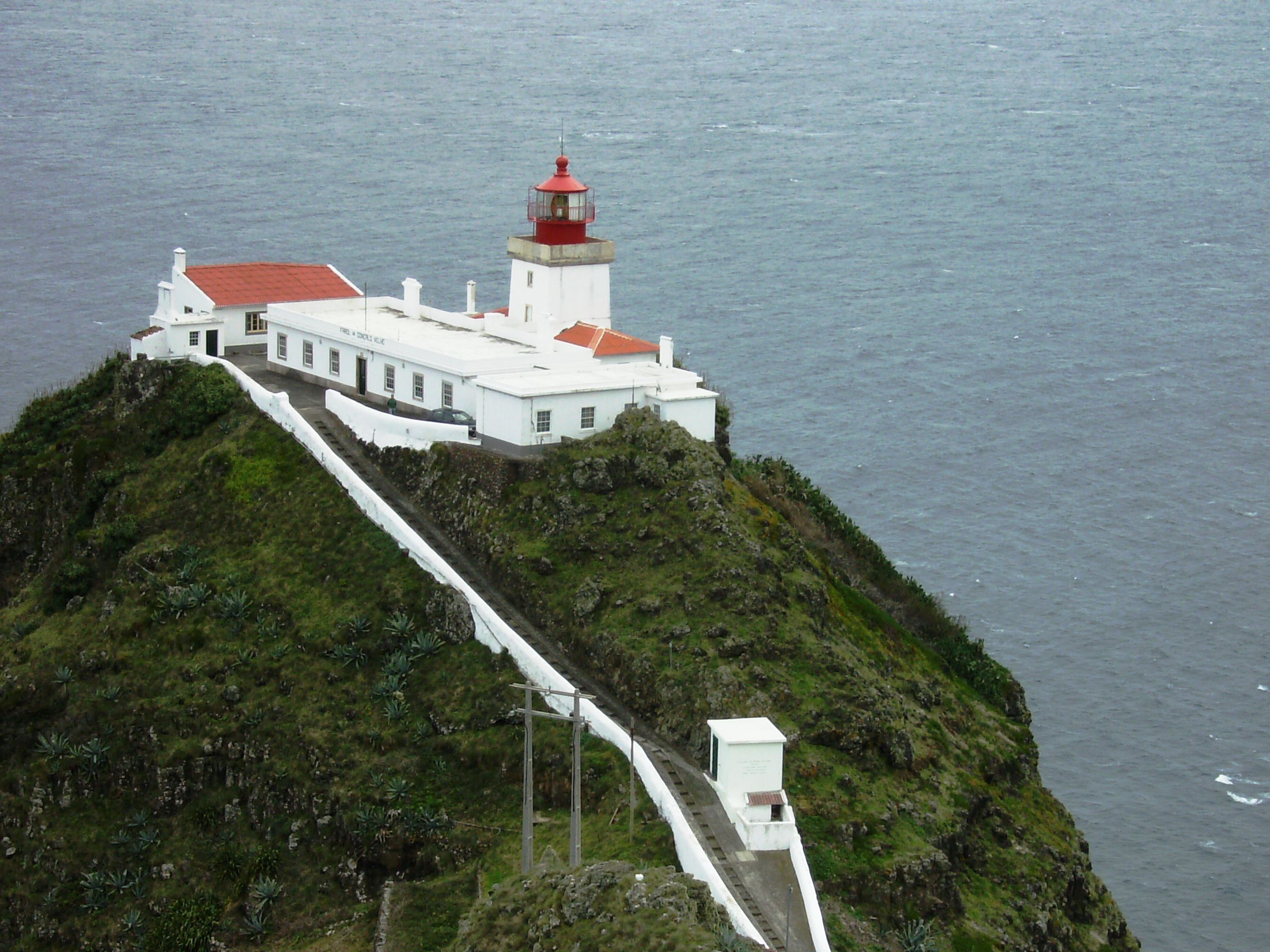
Farol de Gonçalo Velho na ponta do Castelo, Ilha de Santa Maria.

Esta é a lista dos pontos extremos dos Açores, os pontos que estão mais a norte, sul, leste ou oeste de qualquer outro local no território desta região autónoma de Portugal.
- Ponto mais setentrional — Ilhéu sem nome junto à costa setentrional da Ilha do Corvo (39° 43' 37.22" N 31° 6' 46.03" O)
- Ponto mais meridional — Ponta do Castelo, Ilha de Santa Maria (36° 55' 39.87" N 25° 1' 3.12" O)
- Ponto mais ocidental — Ilhéu do Monchique, freguesia de Fajã Grande, concelho das Lajes das Flores, Ilha das Flores (também o ponto mais ocidental da Europa) (39° 43' 37.22" N 31° 6' 46.03" O)
- Ponto mais oriental — Ilhéus das Formigas (37° 16' 14.54" N 24° 46' 48.20" O)
- Ponto mais alto — Montanha do Pico, Ilha do Pico, Açores; altitude: 2351 m (38° 28' 12" N 28° 24' O)